# Isabelle Ire de Lorraine
Pour les articles homonymes, voir Isabelle Ire.

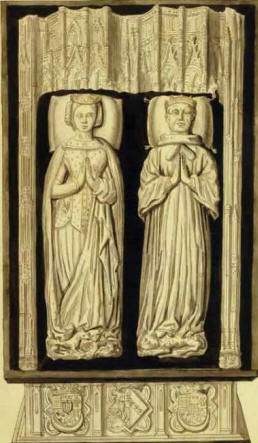
Dessin de la tombe de René d'Anjou et d'Isabelle Ire de Lorraine, à la cathédrale d'Angers, avant sa destruction en 1794.

Isabelle de Lorraine, née entre 1400 et 1410, morte à Angers le 28 février 1453, fut duchesse de Lorraine de 1431 à sa mort et par mariage, Duchesse de Bar, duchesse d'Anjou, reine de Naples, comtesse de Provence et de Guise et reine de Jérusalem titulaire.

## Jeunesse et mariage
Isabelle était la fille aînée de Charles II, duc de Lorraine, et de Marguerite du Palatinat. À la mort de ses frères Louis et Raoul, il devint manifeste qu'elle serait l'héritière de son père à la tête du duché de Lorraine puisqu'il ne lui restait qu'une sœur cadette, Catherine, qui devait épouser le margrave Jacques Ier de Bade. Elle reçut une éducation soignée. D'une grande beauté, courageuse, prudente et spirituelle, elle est également décrite par ses contemporains comme apte à prendre des décisions dures dans des circonstances difficiles.
Elle épousa, à Nancy le 24 octobre 1420, René d'Anjou (° 1409 † 1480), alors comte de Guise et héritier du duc de Bar, et qui devint plus tard roi de Naples, comte de Provence et duc d'Anjou. Par le traité de Foug, signé en 1419, il fut convenu que si les deux duchés partageaient le même souverain, chacun conserverait ses propres institutions. À sa mort en 1453, son époux René d'Anjou abdiqua la couronne de Lorraine en faveur de leur fils aîné Jean, mais pas celle de Bar, qu'il tenait de droit.

## Duchesse de Lorraine
Le 25 janvier 1431, à la mort de son père, Isabelle devint duchesse de Lorraine et gouverna conjointement avec son mari, comme c'était la coutume pour les souveraines à l'époque. Ses droits furent contestés par son cousin le comte Antoine de Vaudémont, qui, soutenu par le duc de Bourgogne Philippe III, captura René à la bataille de Bulgnéville et le fit emprisonner à Dijon. Isabelle leva alors une armée pour délivrer son mari et parvint à obtenir un cessez-le-feu. L'empereur Sigismond Ier la reconnut dans ses droits le 24 avril 1434.

## Reine de Naples et de Sicile
En novembre 1434 et alors qu'il était toujours emprisonné, son mari hérita de son frère les terres d'Anjou, Provence et Maine, ainsi que la position d'héritier du trône de Naples et le 2 février 1435, il hérita du trône lui-même. René désigna sa femme comme gouverneur jusqu'à sa remise en liberté et une ambassade napolitaine lui demanda de venir à Naples pour prendre la position de régente jusqu'à ce que son mari puisse le faire en personne. La duchesse quitta la Lorraine avec son fils Louis et sa flotte. La Chronique de Gaspare Fuscolillo rapporte qu'Isabelle arriva à Naples le 15 octobre 1435. En tant que régente de Naples, elle dut faire face à l'opposition d'Alphonse V d'Aragon, qui avait été adopté avant d'être répudié par la dernière reine angevine de Naples. Elle reçut l'aide militaire du pape Eugène IV, qui lui envoya les troupes du cardinal Giacomo Maria Vitelleschi mais des tensions surgirent entre les différents commandants, dont le condottiere Jacopo Caldora, et les combats stagnèrent jusqu'à l'arrivée de René. Celui-ci retrouva la liberté en 1437 et arriva à Naples pour prendre la suite d'Isabelle en mai 1438. Isabelle repartit avec Louis pour regagner la Lorraine en août 1440, signe avant-coureur de la défaite désormais inéluctable contre les Aragonais. Deux ans plus tard, René abandonnait à son tour Naples à titre définitif et rentrait en Provence, en 1442.

## Gouvernement de la Lorraine
Une fois retournée sur ses terres, la duchesse Isabelle écrasa définitivement Antoine de Vaudémont le 27 mars 1441. Il fut convenu de sceller la réconciliation des deux branches de la Maison de Lorraine en mariant le fils du comte de Vaudémont à la fille aînée de la duchesse. C'est lors du séjour du roi Charles VII, son beau-frère, à Nancy qu'on lui présenta Agnès Sorel, qui était l'une des dames d'honneur d'Isabelle et devint très vite la très influente maîtresse du roi.
À Nancy, elle fait reconstruire l'église Saint-Epvre et flanquer la porte de la Craffe de deux grosses tours rondes.
En 1444, sa fille Marguerite épouse le roi d'Angleterre. En juillet 1445, Isabelle nomma son fils Jean gouverneur général de Lorraine et se retira en son manoir de Launay, près de Saumur.
Alors que René préfère l'Anjou, la duchesse Isabelle vit à Nancy et administre au quotidien son duché avec constance. En 1453, elle rejoignit son mari à Angers, où elle mourut le 28 février, à l'âge de 53 ans. Son fils Jean lui succéda comme duc de Lorraine.
Sa dépouille mortelle fut déposée dans le tombeau que son mari avait fait réaliser pour eux, dans la cathédrale Saint-Maurice d'Angers.
René se remaria le 10 septembre 1454 avec Jeanne de Laval mais n'en eut pas d'enfants.

## Descendance
Leurs enfants furent :
- Isabelle, morte jeune ;
- Jean (° 1425 † 1470), duc de Lorraine ;
- Louis (° 1427 † 1445), marquis de Pont-à-Mousson ;
- Nicolas (° 1428 † 1430) ;
- Yolande (° 1428 † 1483), mariée à Ferry II de Lorraine, comte de Vaudémont ;
- Marguerite (° 1429 † 1482), mariée à Henri VI, roi d'Angleterre ;
- Charles (° 1431 † 1432) ;
- Louise (° 1436 † 1438) ;
- Anne (° 1437 † 1450).